# 乌尔班大炮
烏爾班大炮又稱達達尼爾巨砲（土耳其自稱沙希砲，意為野炮），是15世紀匈牙利工程師烏爾班研製的一種巨型加農炮。曾用於奥斯曼帝國滅亡拜占庭帝國的戰爭中。

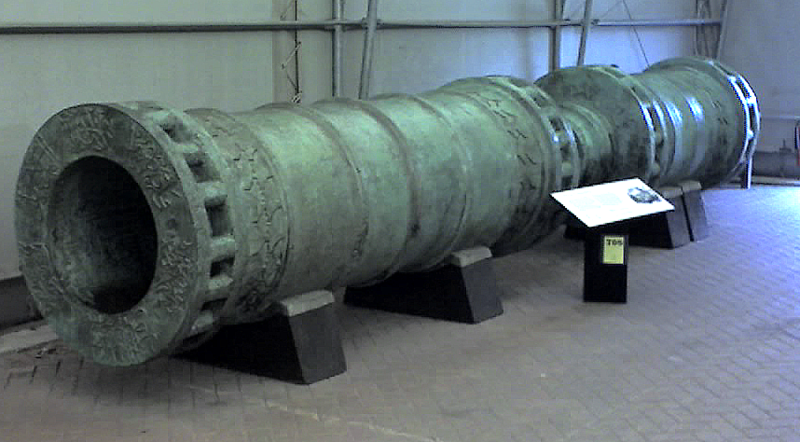
大英博物馆收藏的乌尔班大炮

## 軍事歷史

### 背景
乌尔班是一位匈牙利工程師，是制造大炮的专才，拥有当时全欧洲最高明的铸炮技术。他曾為拜占庭帝國皇帝君士坦丁十一世效力。然而，此時帝国财政已經枯竭，根本无法负担极其昂贵的青铜炮制造，甚至连君士坦丁十一世都不能按时发放乌尔班微薄的津贴。乌尔班为拜占庭生产了一些小型火炮后于1452年秋天前往阿德里安堡投奔穆罕默德二世。

### 研製歷史
1452年至1453年，奥斯曼帝國加緊對君士坦丁堡的攻勢。君士坦丁堡的城墙长14英里，被認為是当时世上最坚固的城墙。而奥斯曼的兵力超过10万人，包括土耳其新军2万人，穆罕默德二世亦建造舰队以便从海上围城。烏爾班為此建造了一种巨型大炮，史稱“烏爾班大炮”。又因為首次使用於達達尼爾海峽，又稱達達尼爾巨砲。土耳其自稱沙希砲，意為野炮。

## 機械學方面
烏爾班大炮长逾8米，直径约75厘米，可将544公斤的炮弹射到1英哩远的地方。烏爾班也為拜占庭人建造大炮，但它们细小得多，而且开炮时产生的後坐力更会损坏自己的城墙。
但烏爾班的大炮也有缺点：
- 命中率极差，即使目标大如君士坦丁堡也未必命中[1]；
- 每次上弹需要3小时，炮彈質量最高可达1500磅（约合680千克）[2]；
- 炮弹极缺乏[2]；
- 大炮使用後后便因本身的后座力而倒塌[2]；
- 易炸膛，烏爾班本人亦被炸死[2]。

## 評價
烏爾班火炮開創了戰爭史的新紀元，開創了人類歷史上第一次大规模集中使用火炮的战役，改變了西歐的歷史進程。